# Офицер и шпион
«Офицер и шпион» (фр. «J'accuse», «Я обвиняю») — итало-французская историко-детективная драма режиссёра Романа Полански, экранизация одноимённого романа Роберта Харриса.
Фильм был удостоен Премии Большого жюри Венецианского кинофестиваля (2019) и премии Международной федерации кинопрессы (2019). Роман Полански получил премии «Люмьер» и «Сезар» за лучшую режиссуру (2020). На 45-й церемонии вручения премий «Сезар» фильм лидировал по количеству номинаций (12) и, помимо режиссуры, был удостоен премий за лучший адаптированный сценарий и лучшие костюмы.

## Сюжет
В основе сюжета — получившая широчайшую известность история капитана Альфреда Дрейфу́са, артиллерийского офицера, осуждённого за шпионаж. Многолетний судебный процесс расколол пополам французское общественное мнение и оказал сильнейшее влияние на историю Франции и всей Европы рубежа XIX — XX веков.
Главный герой картины, полковник Пикар, бывший преподаватель Высшей военной школы (École supérieure de guerre) и новый начальник военной контрразведки, по долгу службы вынужден вникнуть в суть обвинений, предъявленных одному из его бывших курсантов, и системы доказательств его «несомненной виновности». Постепенно и несколько неожиданно для себя самого Пикар — в отличие от практически всех своих прямых начальников и сослуживцев — приходит к выводу, что установление истины в деле Дрейфуса послужит укреплению репутации и французской армии, и самой Французской Республики много лучше, чем её сокрытие.
Оригинальное название фильма (и романа), «J'accuse» («Я обвиняю!») — заголовок знаменитой статьи Эмиля Золя, публикация которой 13 января 1898 года в парижской газете «Аврора» («L'Aurore»), редактируемой Жоржем Клемансо, взорвала общество, разделив на дрейфусаров и антидрейфусаров не только всю Францию, но и почти всю Европу, и положила начало развернувшейся во Франции и во всём мире кампании за справедливый пересмотр дела Дрейфу́са. Фактический материал для этой огромной, подробной и убийственно обоснованной статьи писателю предоставил полковник Пикар…

## В ролях
- Жан Дюжарден — Мари-Жорж Пикар[8], полковник, начальник Второго бюро
- Луи Гаррель — Альфред Дрейфус, капитан артиллерии
- Эмманюэль Сенье — Полина Монье
- Грегори Гадебуа — Юбер Анри, майор, затем полковник, офицер Второго бюро
- Эрик Руф — Сандер, полковник, бывший начальник Второго бюро
- Владимир Йорданов — генерал Мерсье, военный министр
- Винсент Грасс — генерал Бийо, военный министр, преемник Мерсье
- Дидье Сандре — генерал де Буадефр, начальник Генерального штаба
- Эрве Пьер — генерал Гонз, помощник начальника Генштаба, «куратор» Второго бюро
- Лоран Стокер — генерал де Пелье, следователь по делу Пикара
- Мишель Вюйермоз — Дю Пати де Клам, майор, затем подполковник, военный юрист, следователь по делу Дрейфуса
- Лорен Натрелла — Фердинанд Эстерхази, пехотный офицер, майор
- Матьё Амальрик — Альфонс Бертильон, судебный эксперт
- Андре Маркон — Эмиль Золя, писатель
- Жерар Шаллу — Жорж Клемансо, редактор газеты «Орор», впоследствии — премьер-министр
- Мельвиль Пупо — мэтр Лабори, адвокат
- Венсан Перес — мэтр Леблуа, адвокат, зять Пикара
- Дени Подалидес — мэтр Деманж, адвокат
- Дамьен Боннар — Десвернен
- Роман Полански — слушатель на концерте